# Bern Radio

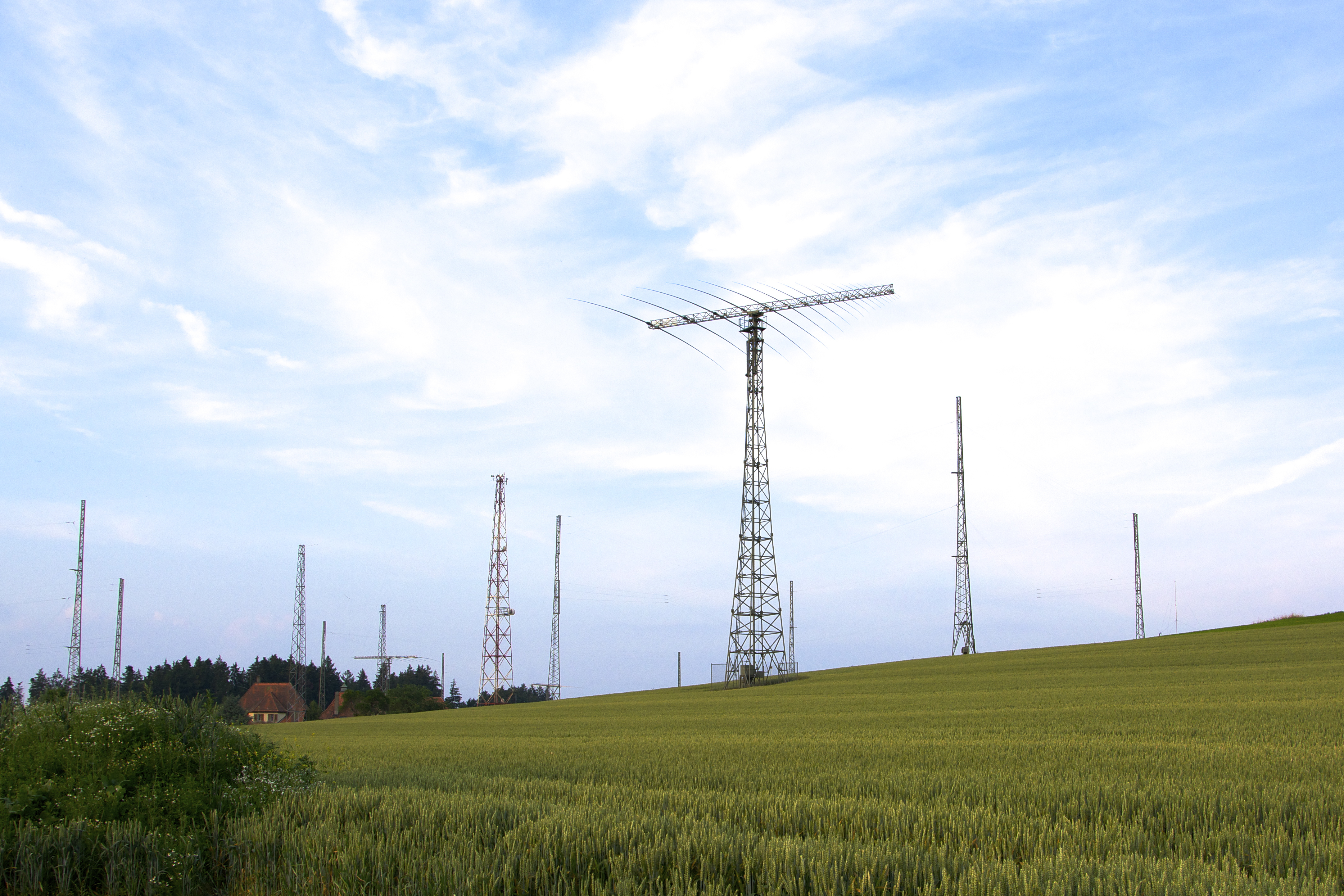
Bernradio Empfangsantennen

Bern Radio (Marktauftritt zuletzt Bernradio, Rufzeichen HEB) war die weltweit tätige Küstenfunkstelle der Schweiz. Sie war die einzige Küstenfunkstelle der Welt, die von einem Binnenstaat betrieben wurde. Seefunk wurde in der Schweiz seit 1941 betrieben. Seit dem 1. Januar 2009 wurde Bernradio im Auftrag der Schweizerischen Eidgenossenschaft von der Swisscom Broadcast AG betrieben. Im März 2016 ist der Betrieb eingestellt worden.

## Geschichte
Der erste amtliche Funkbetrieb in der Schweiz begann im Jahr 1922 mit einer Niederlassung der Marconi Radio Station AG. Zunächst hatte die Anlage die Funktion eines Nachrichtensenders. Er sollte für die Schweiz eine unabhängige Kommunikation zu anderen Funkstellen gewährleisten. Der Seefunk in der Schweiz begann mit der Seeschifffahrt des Binnenlandes während des Zweiten Weltkrieges. Die Schweiz war wirtschaftlich isoliert und begann die „Schweizer Flagge zur See“ einzuführen. Schiffe wurden erworben und gechartert und fuhren dann unter Schweizer Flagge. In dieser Zeit wurde in Basel das Eidgenössische Schiffahrts- und Schiffregisteramt gegründet. Vor allem in dieser Zeit war die eigene Funkstelle für die Schweiz von grosser Bedeutung. Mit ihr wurde die Versorgungssicherheit des Landes aufrechterhalten, da sie die unabhängige Kommunikation mit den für die wirtschaftliche Landesversorgung fahrenden Hochseeschiffen sicherstellte.
Aufgrund eines Vertrages mit der Eidgenossenschaft wurde 1941 die private Radio Schweiz AG mit der Durchführung des Funkdienstes mit den unter Schweizer Flagge fahrenden Hochseeschiffen betraut. Die meisten Schiffe hatten als Heimathafen Genua. Der Funkverkehr erfolgte anfänglich von der „Funkstation Dübendorf“. Der Dienst war mit Funkern des während des Krieges brachliegenden Flugsicherungsdienstes besetzt.
Während des Zweiten Weltkrieges wurden 1944 5700 Telegramme von und nach See durch Bern Radio vermittelt. Bis 1970 stieg der Verkehr auf 17'344 Telegramme im Jahr an. Am 1. Dezember 1970 wurde bei Bern Radio die Einseitenband-Telephonie (SSB) eingeführt, 1990 die Morsetelegrafie (CW) eingestellt. Die Betriebszentrale von Bern Radio befand sich zu dieser Zeit im Bollwerk-Postgebäude, in der Innenstadt von Bern. In den 1970er-Jahren wurde auch die Fernsteuerung der Sendeanlage in Prangins und der Empfangsanlage in Riedern (Stadt Bern) eingerichtet.
Seit ihrer Gründung wurde die Küstenfunkstelle Bernradio durch verschiedene Unternehmen betrieben. Von Anfang 2004 bis 2009 wurde Bernradio von der staatlichen RUAG Aerospace betrieben. Am 1. Januar 2009 übernahm die Swisscom den operativen Betrieb.
Im März 2016 hat die Swisscom den Betrieb der Küstenfunkstelle Bernradio eingestellt, nachdem das Bundesamt für Wirtschaftliche Landesversorgung (BWL) diesen Dienst gekündigt hatte.

## Aufgaben- und Arbeitsbereiche
Bern Radio bot kostenpflichtige, weltweite maritime Kommunikation für Reedereien, Fischerei- und Hochseeflotten sowie Yachtbesitzer an.
Bern Radio war für die operative und technische Sicherstellung des Kurzwellendienstes unter allen Bedingungen zuständig. Gesetzlich war Bern Radio verpflichtet, in ausserordentlichen Lagen (Krisen- oder Kriegsfällen, die sich irgendwo auf der Welt ereignen) die Kurzwellenverbindungen mit Schiffen unter Schweizer Flagge sowie weiteren Teilnehmern aufrechtzuerhalten. Daten-, Sprach- und Faxverbindungen über Kurzwelle funktionieren auch dann, wenn die Kommunikation über meist hoheitlich betriebene Satelliten erschwert oder unmöglich ist.

### Dienstleistungen
Der Betreiber von Bernradio (Swisscom) bot unterschiedliche Dienste im Bereich maritime Kommunikation an. Durch die Kooperation mit weiteren Küstenfunkstellen wurde automatisches Routing unter Berücksichtigung aller Kommunikationssysteme an Bord angeboten. Reguläre E-Mail-Konten und Datenbanken konnten abgerufen werden. Um eine weltweite HF-Abdeckung zu garantieren, arbeitete Swisscom mit unabhängigen Küstenfunkstellen auf sechs Kontinenten zusammen:
- Townsville Radio, Australien, Seabourne Electronics Pty Ltd
- Chinaham, China, Weihai Intercontinental Data Comm. LTD
- KKL Radio (KKL), Washington, USA, S. Malone, W. Kaelin
- Manila Radio, Philippinen
- Saint Augustine Radio (WHL), Florida, USA

Mit CH01 war die Abrechnungsstelle von Swisscom Maritime Communication in der Schweiz eine eigene offizielle Verrechnungsstelle. Kunden von Bernradio konnten darüber ihre weltweiten Kommunikationsaktivitäten (Kommunikation über das HF Küstenfunkstellen Netzwerk, die Satelliten-Airtime sowie die Sprachkommunikation) abrechnen.

### Technische Daten
Bern Radio hatte zwei Standorte in der Schweiz, da sich die Sende- und Empfangsanlage an unterschiedlichen Orten befanden: Die Sendeanlage stand in Prangins, in der Nähe des Genfersees. Die Empfangsanlage stand in Riedern bei Bern.
Bernradio betrieb zuletzt zehn maritime Frequenzen im Kurzwellenbereich zwischen 4153 kHz und 17'206 kHz. Bedingt durch seine Binnenlage betrieb Bernradio keinen UKW-Dienst.
Für den Datenverkehr auf Kurzwelle betrieb Bernradio einen PACTOR-(Packet-Teleprinting-over-Radio)-Dienst. Der Dienst arbeitete mit einer Datenübertragungsrate von bis zu 5200 Bit/s. Zudem wurde beim PACTOR III-Betrieb auf der Textebene eine Huffman-Kompression verwendet.